# Dans les forêts de Sibérie
Dans les forêts de Sibérie è un film del 2016 diretto da Safy Nebbou ed interpretato da Raphaël Personnaz e Evgeniy Sidikhin, tratto dal romanzo Nelle foreste siberiane, di Sylvain Tesson.

## Trama
Per soddisfare la necessità di libertà, il regista francese Teddy decide di lasciare il "caos" della sua vita quotidiana e si stabilisce da solo in una cabina sulle rive gelate del lago Baikal. Una notte, persa nella blizzard, viene salvato da Aleksei, un assassino russo in fuga, che si è nascosto nella foresta siberiana da diversi anni. Tra questi due uomini, che si oppongono l'un l'altro, pian piano nasce un'amicizia.